# ضريح السيد علاء الدين حسين
ضريح السيد علاء الدين حسين (بالفارسية: آرامگاه سید علاءالدین حسین) هي ضريح تاريخية تعود إلى القرن عشر الهجري، وتقع في شيراز.

## معرض الصور

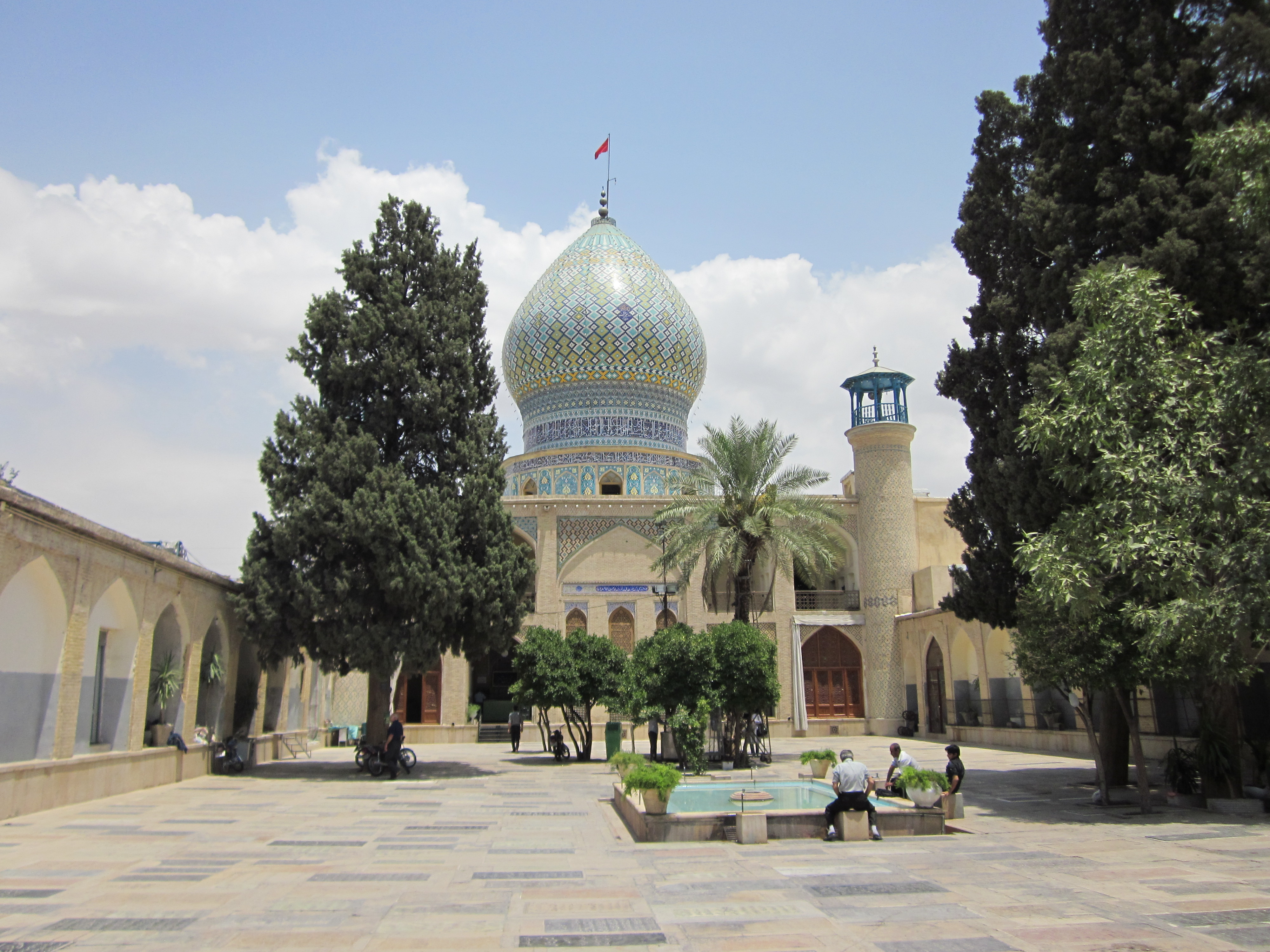
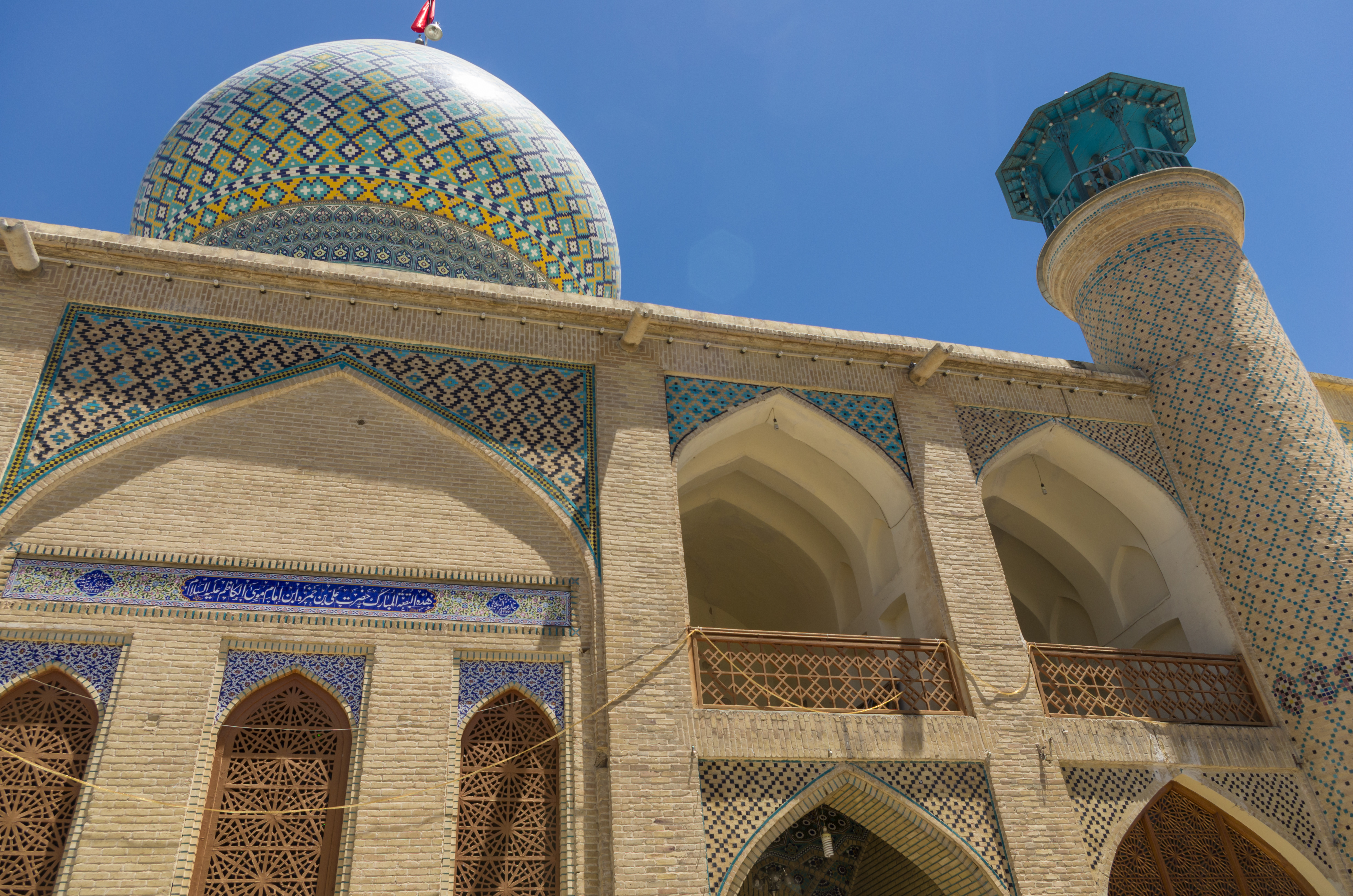
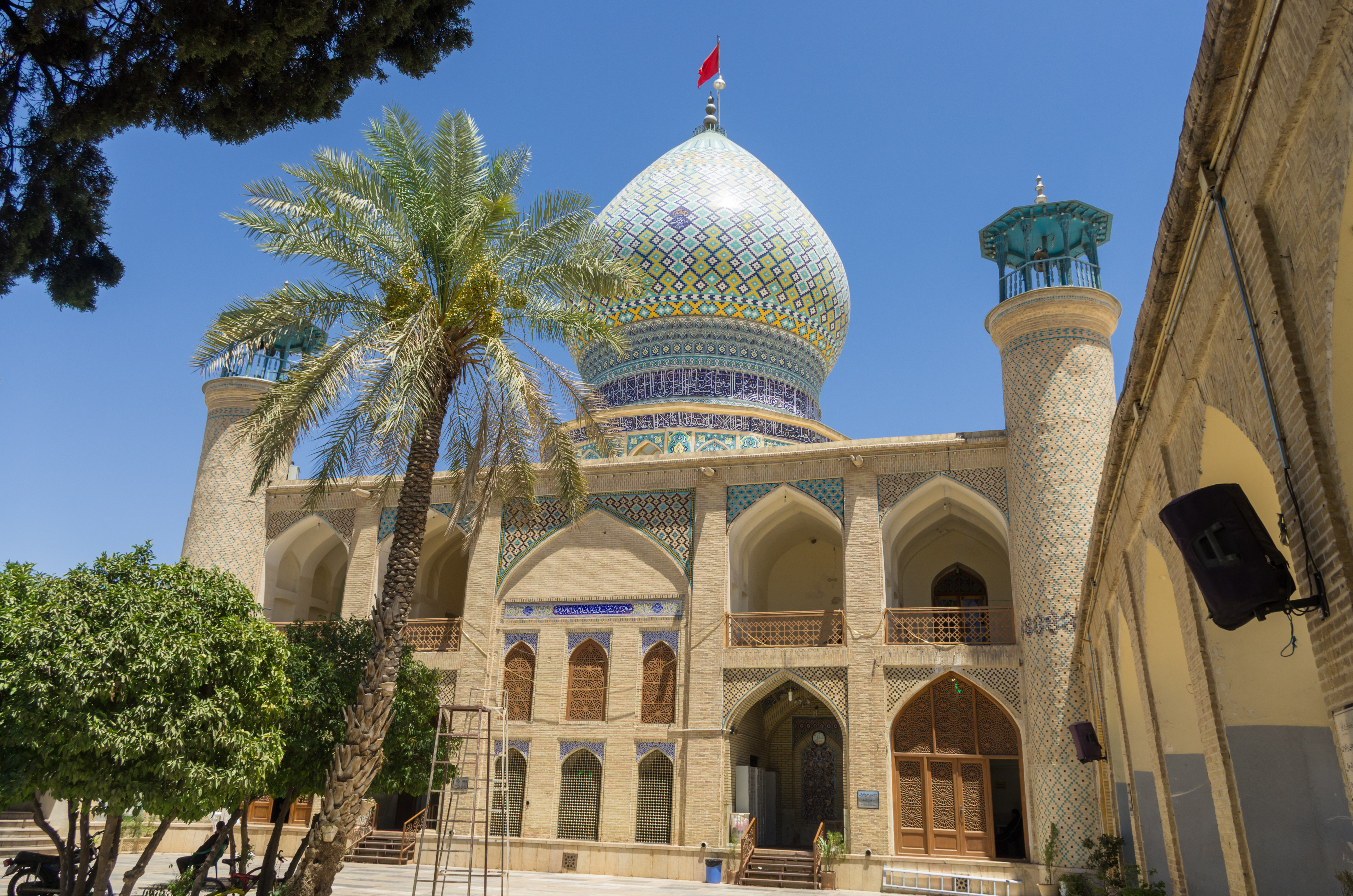
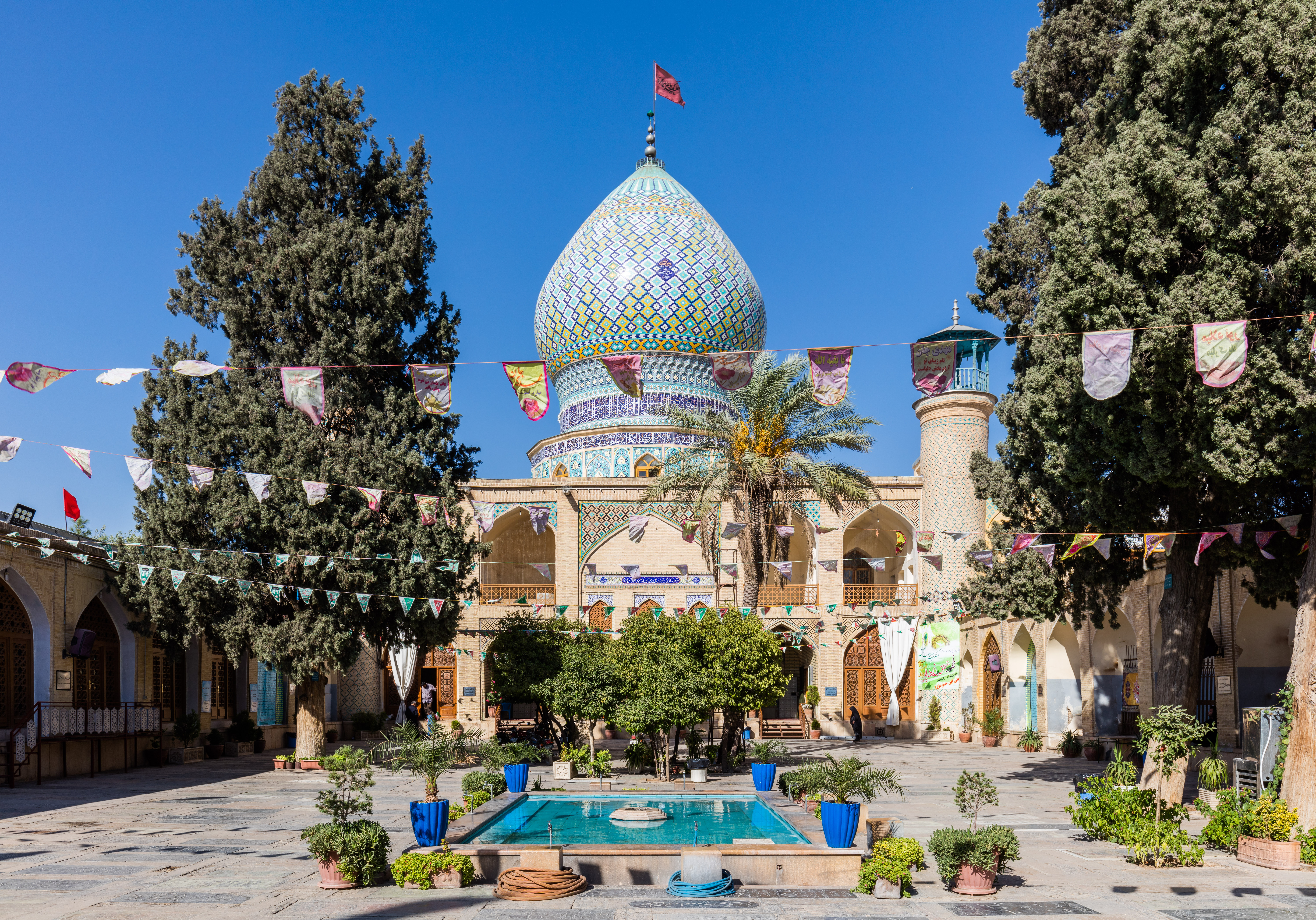
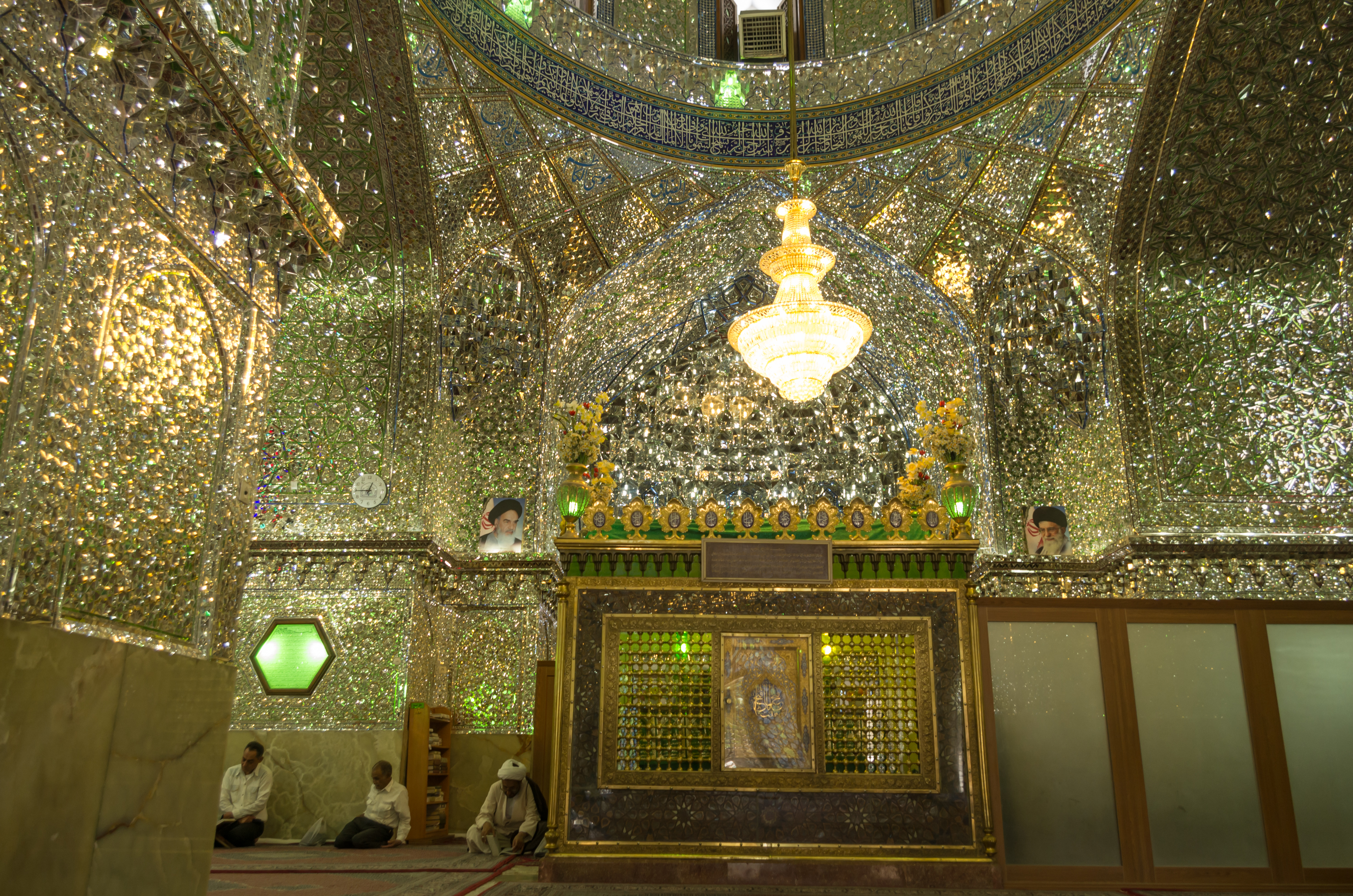
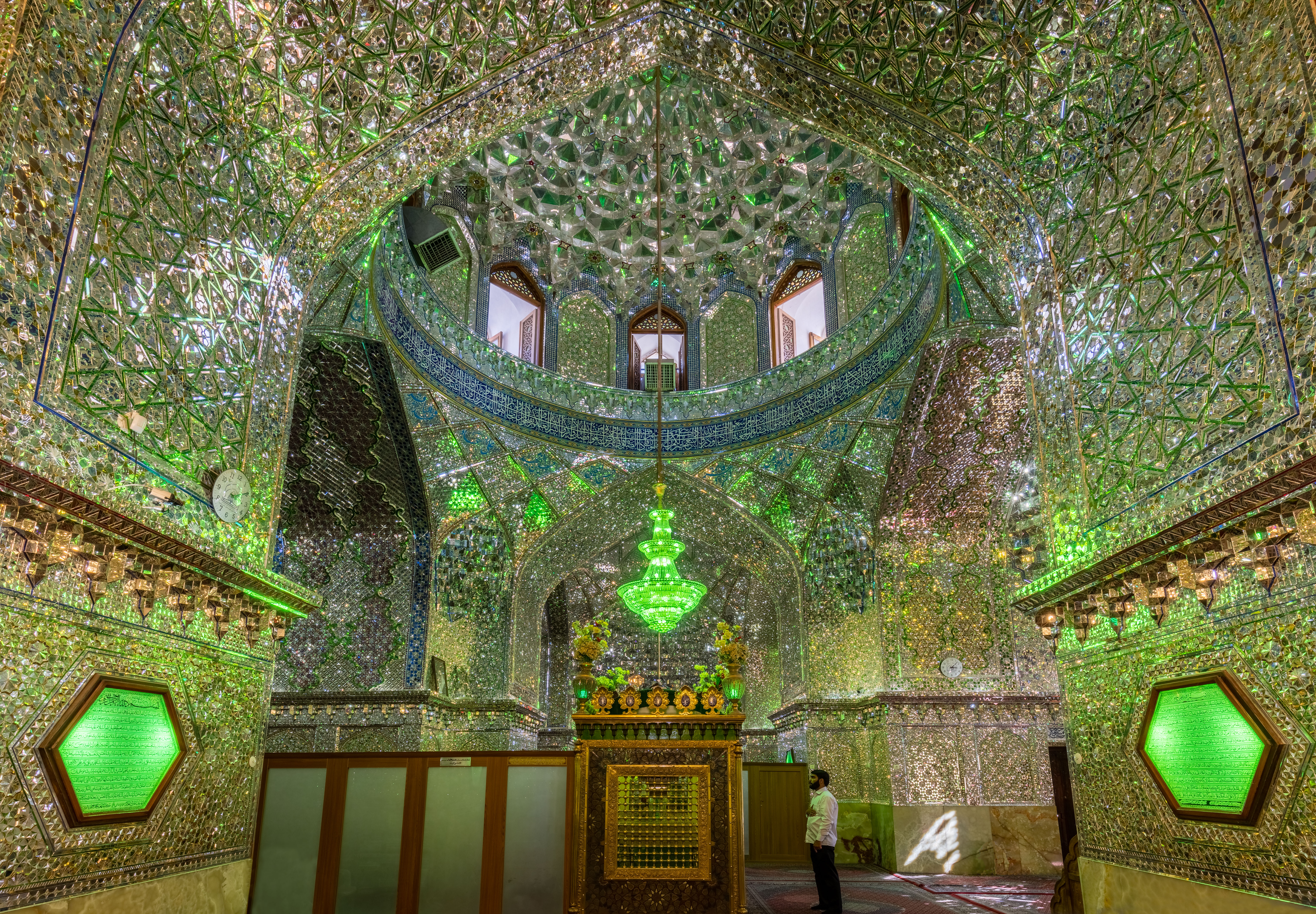
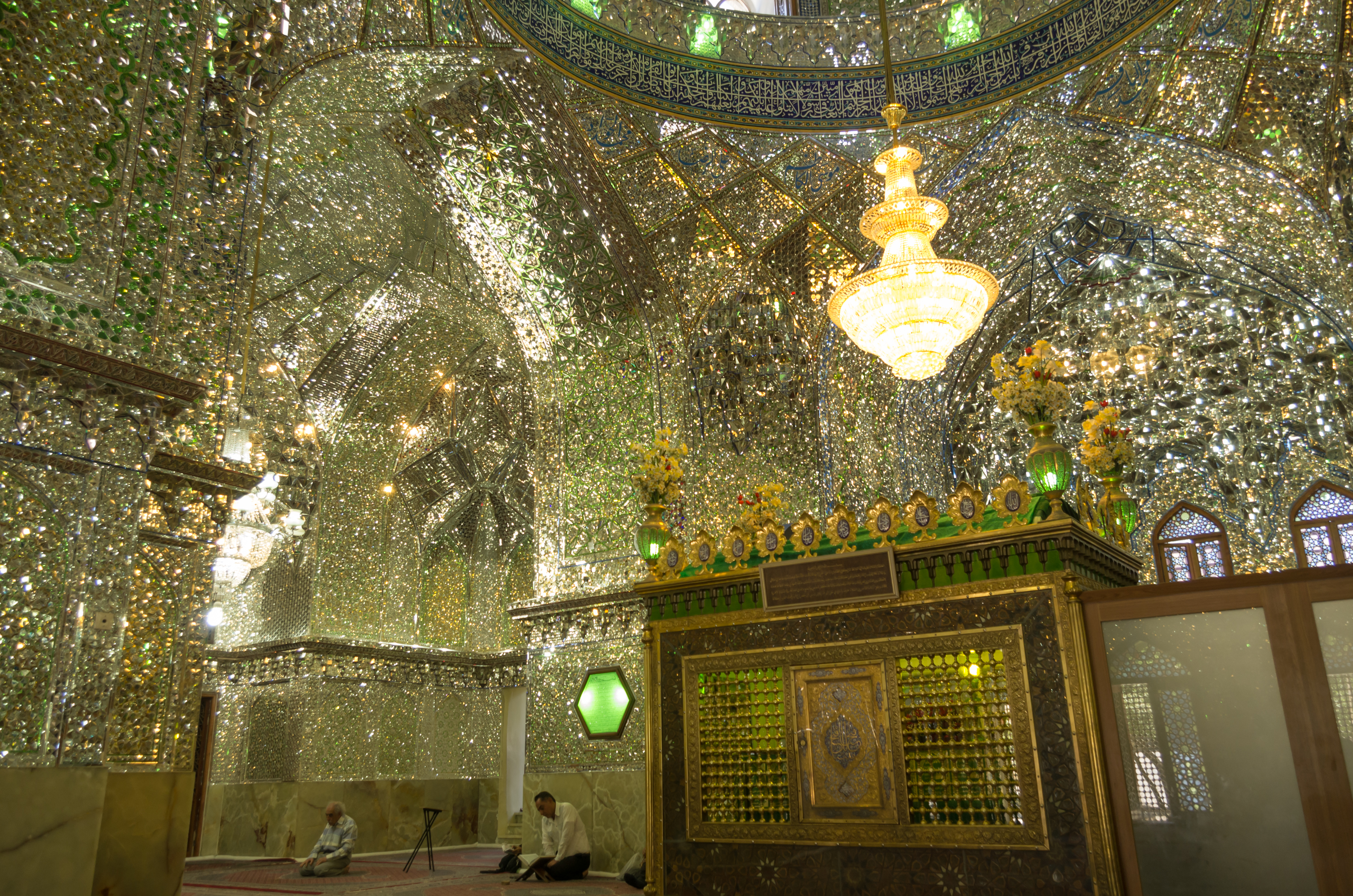
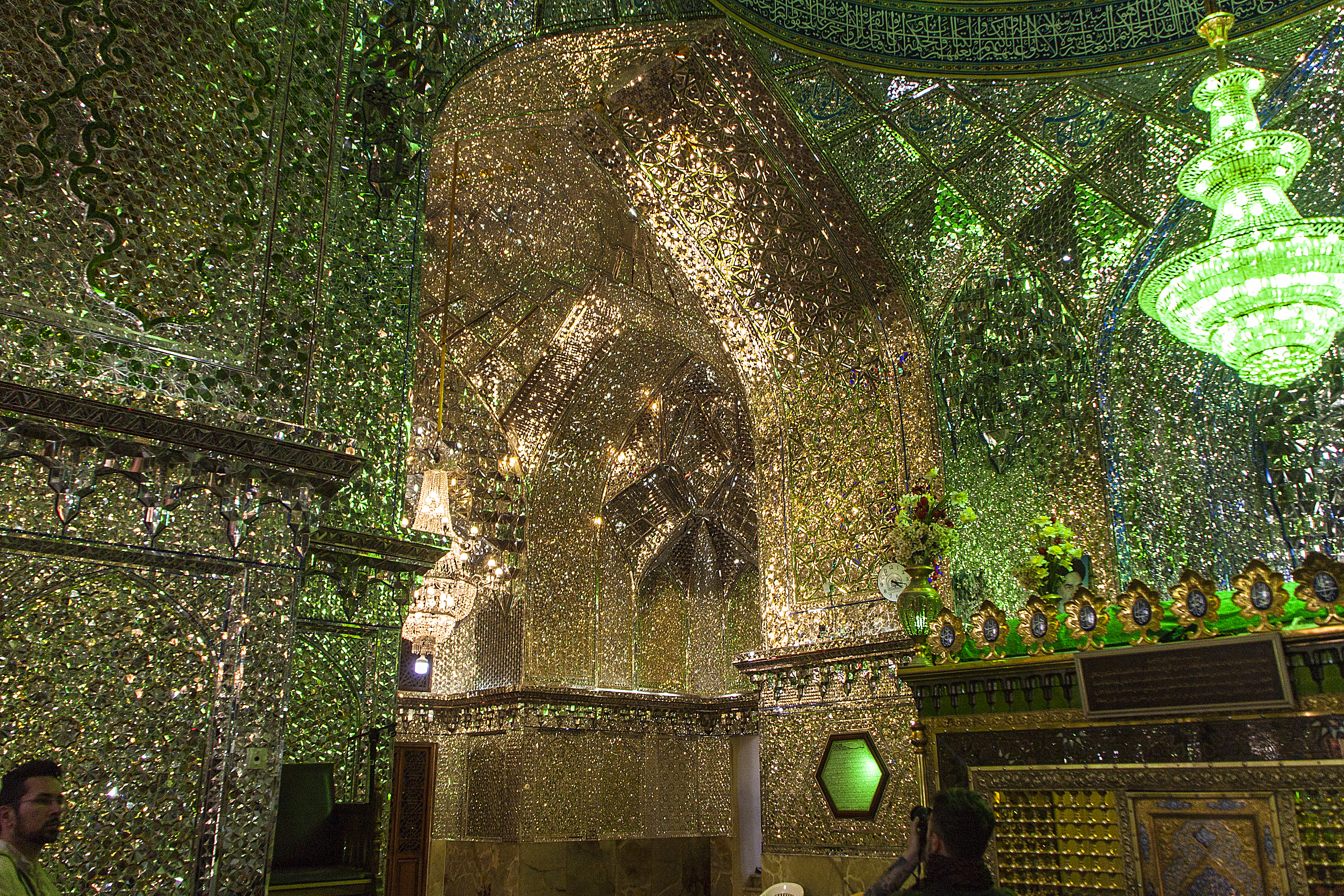